# Yggdrasil

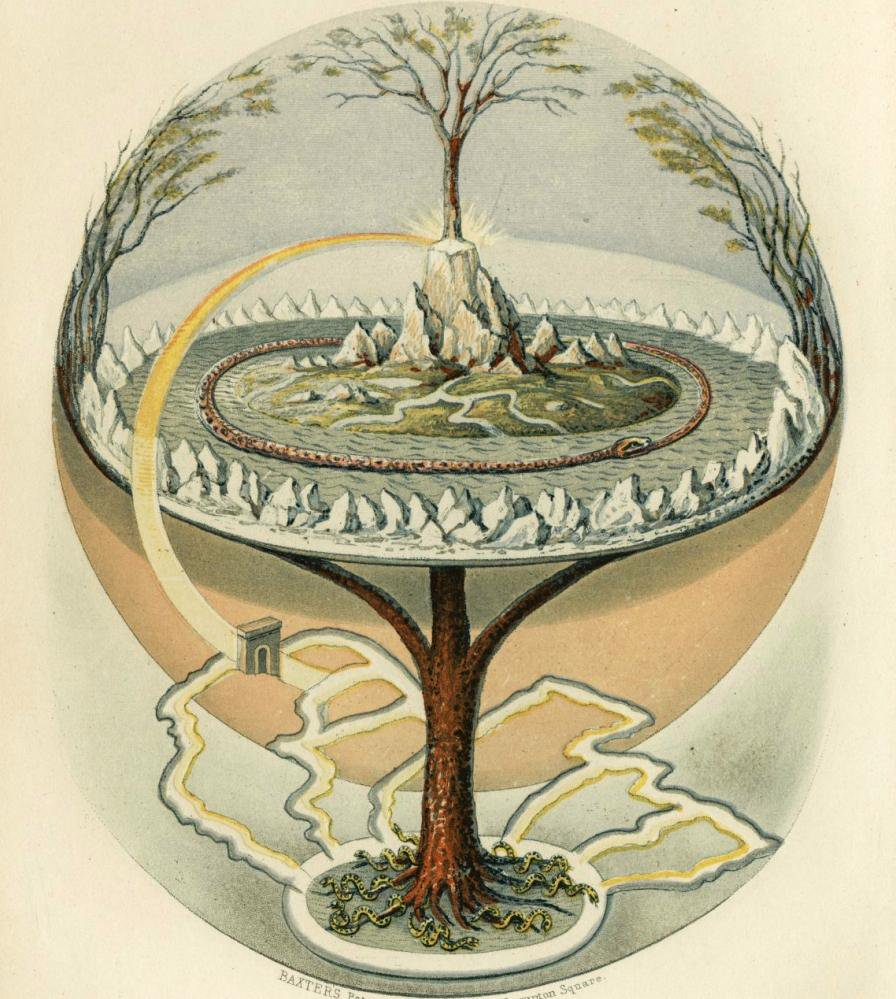
Deze illustratie toont een 19de-eeuwse poging om de kosmogonie te visualiseren die in de Prosa Edda is beschreven.

Yggdrasil is de wereldboom in de Noordse kosmogonie. De naam laat zich letterlijk vertalen als 'paard van Yggr', oftewel 'paard van Odin', en verwijst naar de felle levenskracht die hem draagt en overal heen voert.
Yggdrasil is de levensboom en kennisboom, het symbool van de eindeloos vertakte vorm van dat wat is. Tegelijk draagt en verbindt hij de werelden als wereldas (axis mundi). Deze toont tegelijk de weg naar het hogere, de weg die de sjamaan volgt om in het gebied van goden en geesten te komen. Hij reikt van de onderwereld dwars door de mensenwereld naar de wereld van goden en helden.

## Es of taxus?

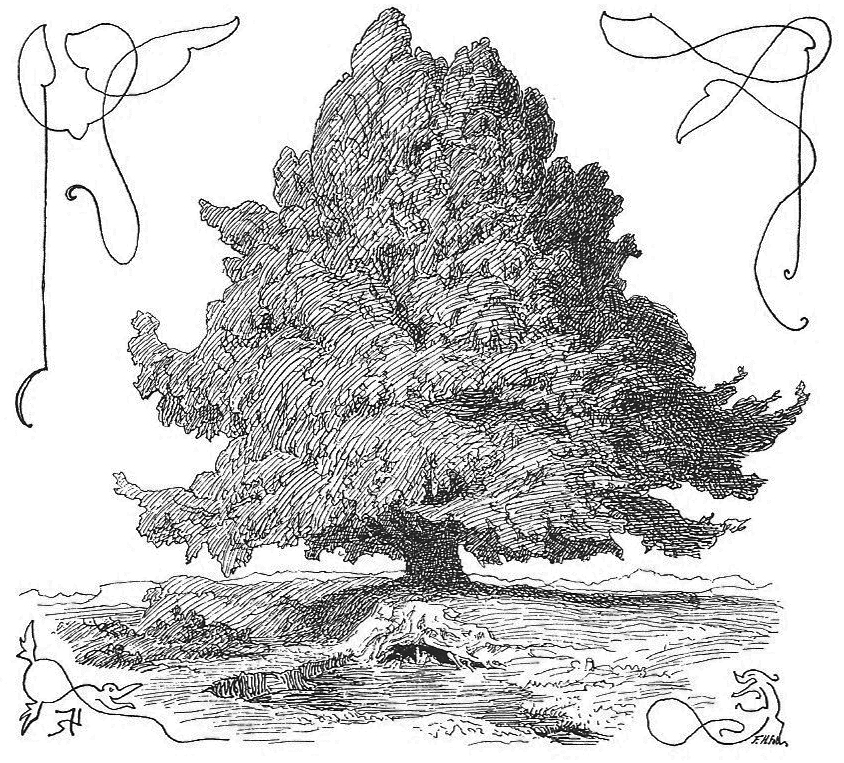
Yggdrasil met de bron van Urd aan de voet van de boom

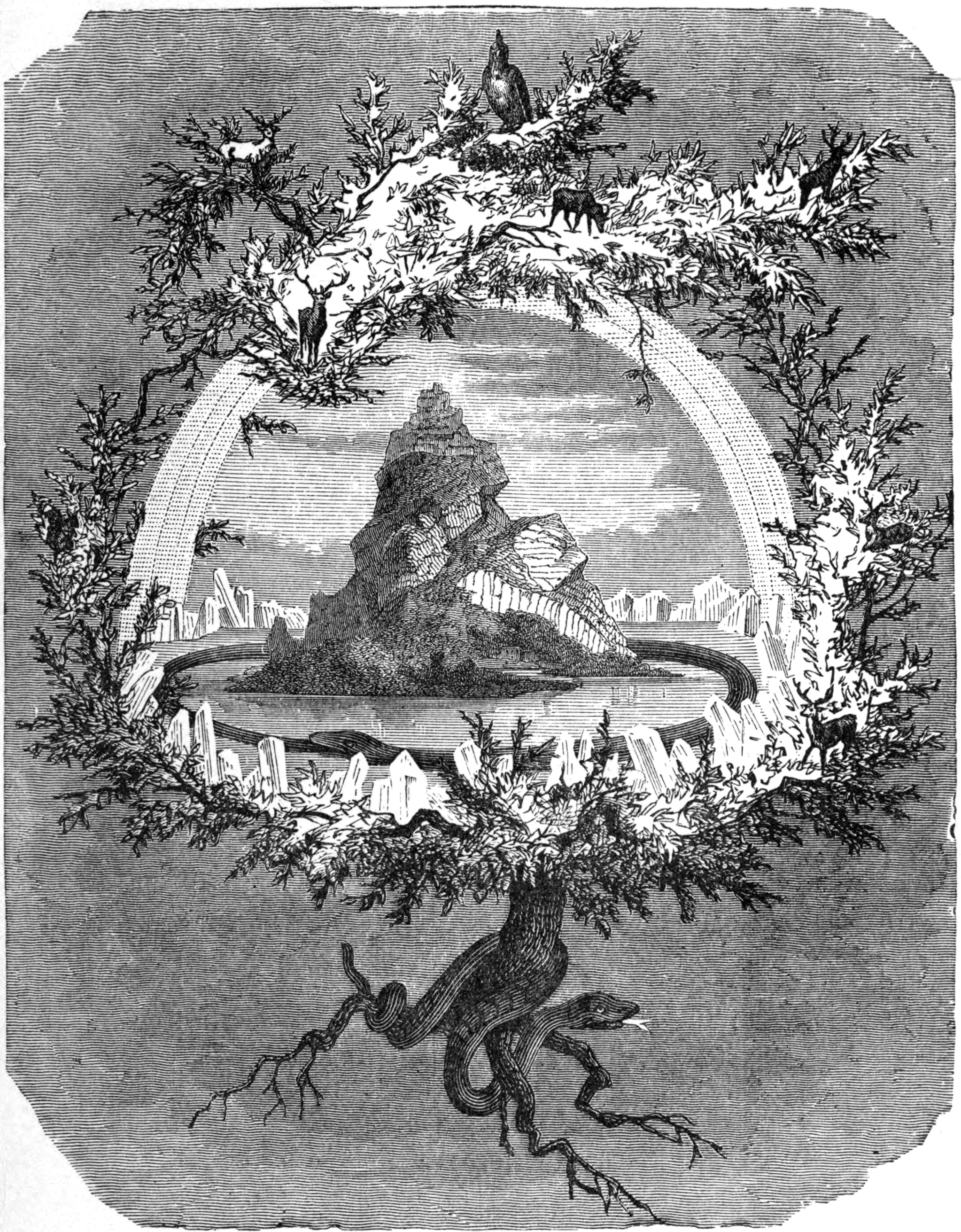
Yggdrasil

Yggdrasill werd in het verleden vaak gezien als een gigantische es (Fraxinus excelsior). Vele wetenschappers zijn het er sinds 1911 over eens dat er ooit een fout is gemaakt bij de interpretatie van de oude geschriften en dat de boom zeer waarschijnlijk een venijnboom (Taxus baccata) is. De vergissing zou haar oorsprong vinden in een alternatief woord voor de taxusboom in het Oudnoords; namelijk 'naald es' (barraskr). Daarnaast wordt in oude bronnen, waaronder de Edda's, gesproken over een vetgrønster vida wat "altijd groene boom" betekent. Een es verliest in de winter echter zijn bladeren, terwijl een taxus zijn naalden behoudt.
Naaldbomen werden in het verleden vaak gezien als heilig, omdat ze nooit hun groen verliezen. De levensboom was niet alleen een symbool uit de verhalen, maar ook verzamelden de aanhangers van natuurgodsdiensten zich ook rond een oeroude boom. Sjamanen raakten in trance en er werden er verhalen verteld uit de Edda's. De taxus geeft op warme dagen gasvormige taxine af, een stof die bij mensen tot hallucinaties kan leiden of zelfs een bijna-doodervaring kan oproepen waarbij de geest het lichaam tijdelijk kan verlaten. Dit kan men ook herkennen in het verhaal over Odin die na negen dagen 'levenloos' aan de boom te hebben gehangen zijn openbaring kreeg met betrekking tot de runen.
In vergelijking tot de es, heeft de taxus een veel langere levensduur. De leeftijd van de venijnboom van Fortingall in Schotland wordt geschat op meer dan 2000 jaar. In de belevenis van de mensen toen waren zulke oude bomen onsterfelijk en werden daarom gezien als heilige bomen.

## Etymologie en betekenis
Ygg betekent de vreselijke en drasill is paard (dragend vervoermiddel), paardenkracht. Yggr wordt als epitheton voor Odin gezien, wat er de betekenis aan geeft van "Odins hengst". Het paard was het favoriete dier voor sjamanen om tussen verschillende werelden te reizen, wat de connectie benadrukt tussen de negen verschillende werelden die Yggdrasill verbindt.
Hiernaast heeft het paard als wijdverbreid mythologisch archetypisch symbool volgens Carl Gustav Jung de dubbele betekenis van draagkracht (die je overal heen voert) en drijfkracht (natuurlijke drift). Het feit dus dat Yggdrasil ook met Odin's paard wordt vereenzelvigd kan er op wijzen dat met dit symbool de 'natuurlijke aldoordringende drift' wordt aangegeven die zich quasi eindeloos vertakt in de uiting van vele werelden. Het is immers ook deze aldoordringende natuurlijke drift of drijfveer, Yggrasil, de levensboom, die het einde van de werelden (Ragnarok) overleeft en zorgt voor een nieuw begin.
Volgens Jung zou bovendien het feit dat het paard zich onder de ruiter bevindt ook verklaren dat het met de natuurlijke kracht van de (psychische) onbewuste driften geassocieerd wordt. Odin zelf wordt immers met de kennis en wijsheid geassocieerd, die door de driften dynamisch wordt en deze in goede banen zal leiden. Deze combinatie maakt Odin tot een fervent strijder in woord en daad.
Een andere betekenis van ygg is eeuwig, ontzagwekkend of oud/tijdloos. Odin wordt ook Yggjung genoemd (oud-jong)

## Yggdrasil in de Edda's
In de Nederlandse Proza-Edda wordt Yggdrasill als volgt beschreven:

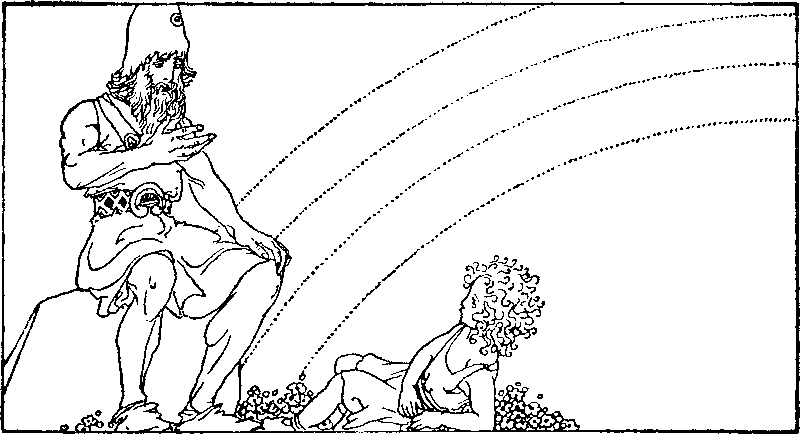
Heimdall en Hnossa bij de brug Bifrost

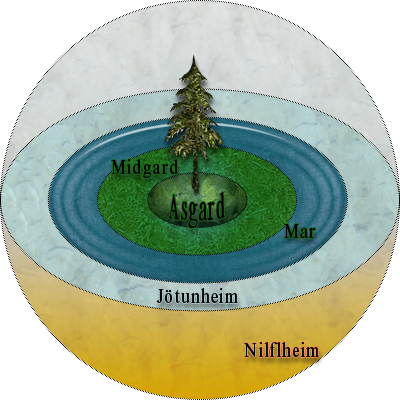

Drie wortelen houden den boom en strekken zich zeer verre uit van elkander. De eene schiet benedenwaarts naar Nijlheim, tot aan de bron Hvergelmir, waaruit eenmaal de gifstroomen in Ginnungagap vloeiden. Ontelbaar vele slangen zijn in deze bron, en pogen onophoudelijk, gemeenschappelijk met Nidhöggur, dien wortel door te knagen.
(...)
Een ander wortel nadert de Thursen, en onder dezen is de Mimir's bron, waarin wijsheid en verstand verborgen is.
(...)
Maar tot de Asen en menschen strekt zich Ygdrasill's derde wortel uit onder dezen bevindt zich de Udarbron, (de heilige bron des tijds), waarop bestendig twee witte zwanen zwemmen. Hier bevindt zich der goden geregtplaats, wervaarts elken dag over Bifrost rijden. Eene schoone grot, der Nornen woonplaats, bevindt zich daarnaast, en iederen dag begieten deze godinnen met water uit de Urdarbron dezen esch, opdat zijne takken en bladeren niet verdorren en de wortels niet vermolmen. Van Ygdrasill valt ook de dauw op aarde, de Hunangfsfall, d. is honingdaauw, die voor voedsel der bijen gehouden wordt, gelijk de Völa zingt:
Ik weet een esch
`t Is IJgdrasill,
De hooge boom, begoten
Met helder nat:
Hij geeft den dauw.
Nooit welkt zijn groen,
Aan Urdars- bron.

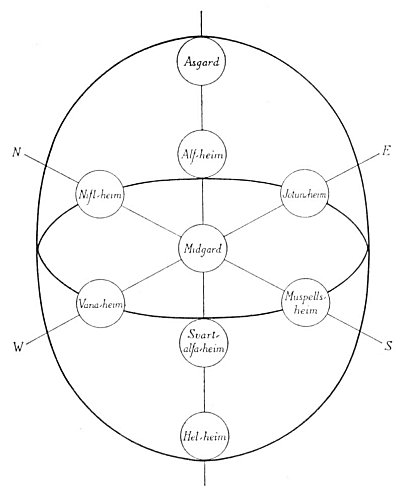

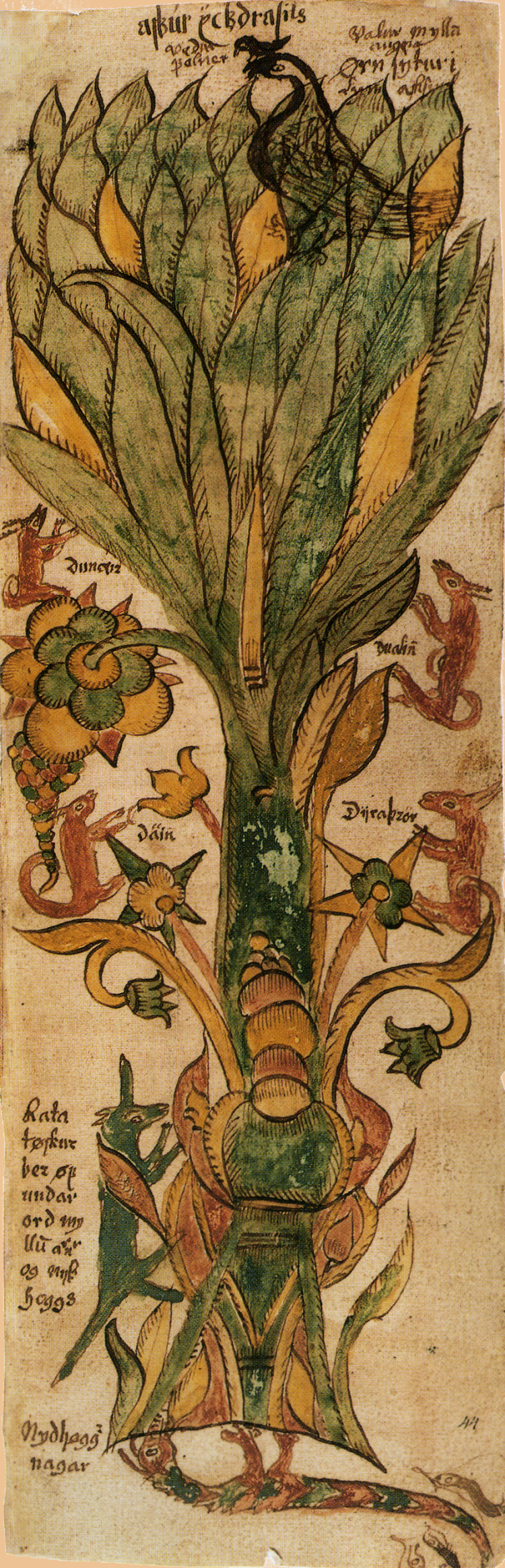
Yggdrasill

Een veelwetende, witte adelaar zit in den kruin des booms; tusschen zijne oogen zweeft de havik Wedrfölnir, en het eekhoorntje Ratatöskur loopt langs den stam op en neder, en zoekt tweedragt te stichten tussen den adelaar en den draak of de slang Nidhöggur, die in de diepte ligt. Vier herten eindelijk: Dain, Dvalin, Duneyr en Dyrathror, staan in de takken, knagen aan de bladeren en vreten de jonge knoppen af. Daarom heet het: IJgdrasill.
Heeft overlast te dragen,
Veel meer dan menschen weten;
Vier herten plukken boven,
Vermolming knaagt ter zijde,
`t Gebit van Nidhögg onder.
En dit alles duldt de esch, die men als wereld-boom beschouwen moet, en vergaat niet, maar staat: eeuwig, altijd groen aan de heilige bron des voortijds.

### De negen werelden die Yggdrasill verbindt
1. Asgaard, de wereld der Asen
2. Álfheimr, de wereld der lichtelfen
3. Muspelheim, de vuurwereld
4. Vanaheim, het rijk der vruchtbaarheidsgoden; de Vanir
5. Midgard, de wereld der mensen
6. Jötunheim, de wereld der Jötuns
7. Niflheim, het rijk der nevelen; hier huisden de doden
8. Svartalfheim of Nidavellir, de wereld der zwartelfen of dwergen en ook de woonplaats van de godin Freya
9. Helheim, de woonplaats van de godin Hel

### Volledige kosmogonie
Zie Noordse kosmogonie

## De bewoners van de levensboom

### Mythische wezens
- Hoog in de kruin waakt de tweekoppige adelaar Viðofnir als symbool van licht en alom helder zien. Hij zorgt met zijn vleugels voor wind over de werelden.
- Daar zit in sommige voorstellingen ook een wakkere haan en twee haviken die de goden waarschuwen bij onraad. In andere voorstellingen zit de havik Vedrfolnir op het voorhoofd van de arend of zelfs in zijn oog.
- Onder de twijgen houden de goden gerecht.
- Onderaan de wortels kronkelen de oerslangen Góinn en Móinn die van Grafvitnir (Grafwolf) afstammen, en vreet de draak Nidhogg (symbool van de duistere macht) de wortel aan.
- Rond de stam leven vier herten met grote vertakte geweien, Dáinn, Dvalinn, Duneyrr en Duraþrór. Die leven van de schors en de onderste bladeren en vruchten.
- De eekhoorn Ratatoskr is boodschapper tussen de werelden, ongeveer zoals Hermes voor Zeus is, en loopt voortdurend op en neer. Maar hij wakkert de spanning aan tussen het hogere en het lagere.
- De schade die door sommige van de dieren aan Yggdrasil wordt berokkend, wordt gerepareerd door de nornen. Deze drie vrouwen zitten bij de wortels.

### De goden
De meeste Goden verblijven in Asgard, enkele ook elders.

Zie ook
Algemeen overzicht Germaanse goden

## De levensboom overleeft deRagnarök
Yggdrasil staat ook centraal in de mythe van de Ragnarök. Wanneer de levensboom begint te beven nadert dit einde van de wereld. De enige twee menselijke overlevenden (er zijn er ook enkele bij de goden), Lif (leven) en Lifthrasir (levenslust), kunnen ontkomen door zich in de takken van Yggdrasil schuil te houden, waar zij zich voeden aan ochtenddauw en de bescherming van de boom genieten:
Het loeiend vuur zal ze niet schroeien; het zal ze zelfs niet raken, en hun voedsel zal ochtenddauw zijn.
Door de takken zullen zij een nieuwe zon zien ontbranden als de wereld eindigt en opnieuw begint

## Trivia
In Wageningen is er een studentenscoutingvereniging die vernoemd is naar de Yggdrasil, de Yggdrasilstam.